# Secretos de familia (telenovela chilena)
Secretos de familia es una telenovela chilena del género thriller y drama policial, producida por AGTV Producciones en colaboración con Canal 13. La serie se estrenó el 10 de marzo de 2024 en Canal 13 y también está disponible en Prime Video para Chile y América Latina.
La producción original, cuya idea surgió de Catalina Calcagni y Felipe Montero, fue escrita por Patricio Heim en colaboración con un equipo compuesto por Calcagni, Montero, Pablo Toro, Claudia Villarroel, Francisca Bernardi y Diego Muñoz. La dirección estuvo a cargo de Roberto Rebolledo.
El elenco principal incluyó a Álvaro Rudolphy y Daniela Ramírez, Francisco Reyes, Mariana Loyola, Juan Falcón, Nicolás Saavedra y Simón Pesutic, junto a Álvaro Gómez, Celine Reymond, Katyna Huberman, Florencia Berner y Rodrigo Walker.

## Sinopsis
Elena Valdés, una pediatra que regresa a Chile después de 15 años en España, se encuentra con el misterio de la muerte de su hermana, Sara Valdés. Junto a Martín Fernández, quien culpa a la familia de Elena por la muerte de su esposa, se embarcan en una frenética búsqueda de la verdad, revelando oscuros secretos familiares liderados por Octavio Cruchaga y sus hijos Raquel, Alfonso y Gerardo.

## Reparto[6]
- Álvaro Rudolphy como Martín Fernández
- Daniela Ramírez como Elena Valdés
- Francisco Reyes como Octavio Cruchaga
- Mariana Loyola como Raquel Cruchaga
- Celine Reymond como Fátima Manzur
- Álvaro Gómez como Gerardo Cruchaga
- Nicolás Saavedra como Alfonso Cruchaga
- Gianni Fruttero como Sofía Valenzuela
- Simón Pešutić como Alfonsito Cruchaga
- Katyna Huberman como Oriana Muñoz
- Rodrigo Walker como Cristóbal Cruchaga
- María José Illanes como Camila Pardo
- Pedro Fontaine como Nicolás Fernández
- Catalina Olcay como Rebeca Marchant
- Juan Falcón como Pedro Sotomayor
- Romina Norambuena como Julieta Mardones
- Elisa Zulueta como Rocío Hormazábal
- Hernán Contreras como Enzo Zúñiga
- Florencia Berner como Sara Valdés
- Mariana Stiepovic como Susana Pardo
- Aurora Espinoza como Jacinta Fernández
- Ramón Llao como Óscar Zapata
- Raúl Hoffmann como Heriberto Jara
- Ignacia Uribe como Aurora Cruchaga

## Producción
La colaboración de AGTV y Canal 13 data de agosto de 2019 y en ella toman parte personas como el consultor Jaime de Aguirre y los directores Vicente Sabatini y Cristián Mason, así como al representante de la señal, Matías Ovalle.
El proyecto inicialmente contemplaba el desarrollo de un thriller nocturno, ideado por la guionista Catalina Calcagni. Durante el proceso se confirmaron los roles de Álvaro Rudolphy en el papel principal y de Vicente Sabatini como director de la producción.
Sin embargo, la preproducción del proyecto sufrió contratiempos debidos a las medidas sanitarias por la pandemia de COVID-19 en Chile, lo que resultó en la suspensión temporal de la participación de Sabatini y en la detención de las negociaciones con los actores.
En noviembre de 2020 se reanudaron las actividades de preproducción, casting y lectura de guiones, culminando en la confirmación de Daniela Ramírez en el rol protagónico femenino, así como la incorporación de actores como Simón Pesutic, Francisco Reyes, Mariana Loyola y María José Illanes.
En septiembre de 2022 se anunció su proceso de venta en el mercado internacional. Además, se liberaron materiales promocionales, como pósters e imágenes oficiales, a través del sitio web comercial de Canal 13.
En mayo de 2023 el actor Hernán Contreras criticó a Canal 13 por no haber estrenado aún la producción a dos años de haberse grabado.
Finalmente, en enero de 2024, y a más de dos años del término de sus grabaciones, Canal 13 anunció el estreno de la teleserie para marzo de ese año.

#### Equipo
- Productor ejecutivo: Matías Ovalle, Pablo Ávila
- Guion: Catalina Calcagni
- Director general: Roberto Rebolledo
- Productor general: Caco Muñoz, Cecilia Aguirre
- Director: Pablo Aedo
- Editor: Cristóbal Díaz

## Recepción
Su debut en la televisión chilena fue el 10 de marzo de 2024.Desde su estreno, ha liderado la franja de la medianoche en Canal 13, con un promedio de 6,1 puntos de "rating hogar". aparte de sus resultados en la televisión abierta ha sido destacada como lo más visto en Prime Video en Chile.